# Arisemus triconnectus
Arisemus triconnectus är en tvåvingeart som beskrevs av Collantes och Enrique Baquero 2001. Arisemus triconnectus ingår i släktet Arisemus och familjen fjärilsmyggor.
Artens utbredningsområde är Ecuador. Inga underarter finns listade i Catalogue of Life.